# Кавова машина

Кавова машина (англ. coffee machine) — електричний пристрій для автоматичного приготування кави з пропонованого продукту (зерно, мелена кава). Варіння кави в кавовій машині передбачає мінімальну участь людини.

## Функції
Повністю автоматизований процес приготування кави має такі функції:
- Мелення зерен кави,
- Установка розміру перемелювання зерен кави,
- Установка міцності кави за бажанням,
- Дозування кропу в напої кави,
- Збивання молока для кави,
- Приготування напою кави,
- Приготування 2-х порцій напою кави одночасно,
- Приготування капучино,
- Приготування окропу, підігрів чашок для кави,
- Встановлення таймера вимкнення.

Цей основний набір функцій забезпечують всі сучасні кавові машини.

## Будова кавової машини

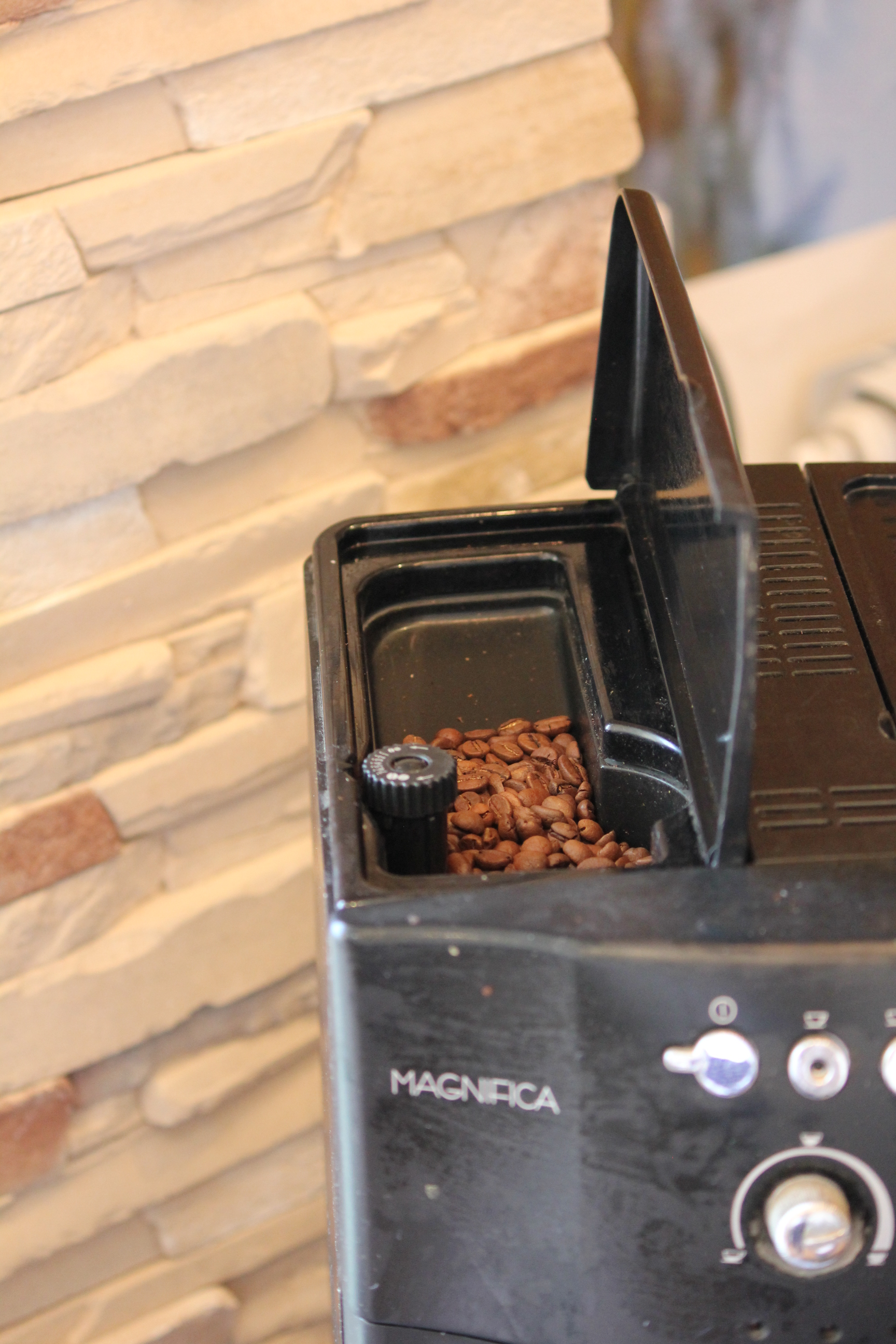
Секція завантаження кави в зернах.

Кавова машина має такі основні функціональні вузли:
- Вузол для перемелювання зерен кави,
- Місткість з водою,
- Воронка дозування порошку кави,
- Місткість збору використаного порошку кави,
- Піддон для випадкового зливу води.

## Процес приготування
Процес приготування кави в кавовій машині такий: зерна кави перемелюються, після чого автоматично завантажується необхідна кількість порошку кави, при дозуванні додатково трохи перемелюється, потім пропускається приготований окріп під тиском через цей порошок і виходить кава. Збите молоко отримується при використанні додаткового пристрою кавової машини. Збите молоко і цукор за бажанням додається в готовий напій.

## Принцип приготування
Принцип приготування кави в кавових машинах шляхом «еспресо» — пропускання окропу через порцію меленої кави. Кава з кавових машин має виключно приємний запах, оскільки кава наливається досить повільно, а перемелена щойно кава не встигає втратити свій первісний запах. Відомо, що вже через 15 хвилин після помелу кава значною мірою втрачає свій аромат. При цьому з'являється велика кількість піни, що також є ознакою гарної якості кави. Можна наливати дві чашки кави одночасно — так звана «подвійна кава». Крім цього, кавова машина здатна готувати капучино.

## Обслуговування апарату

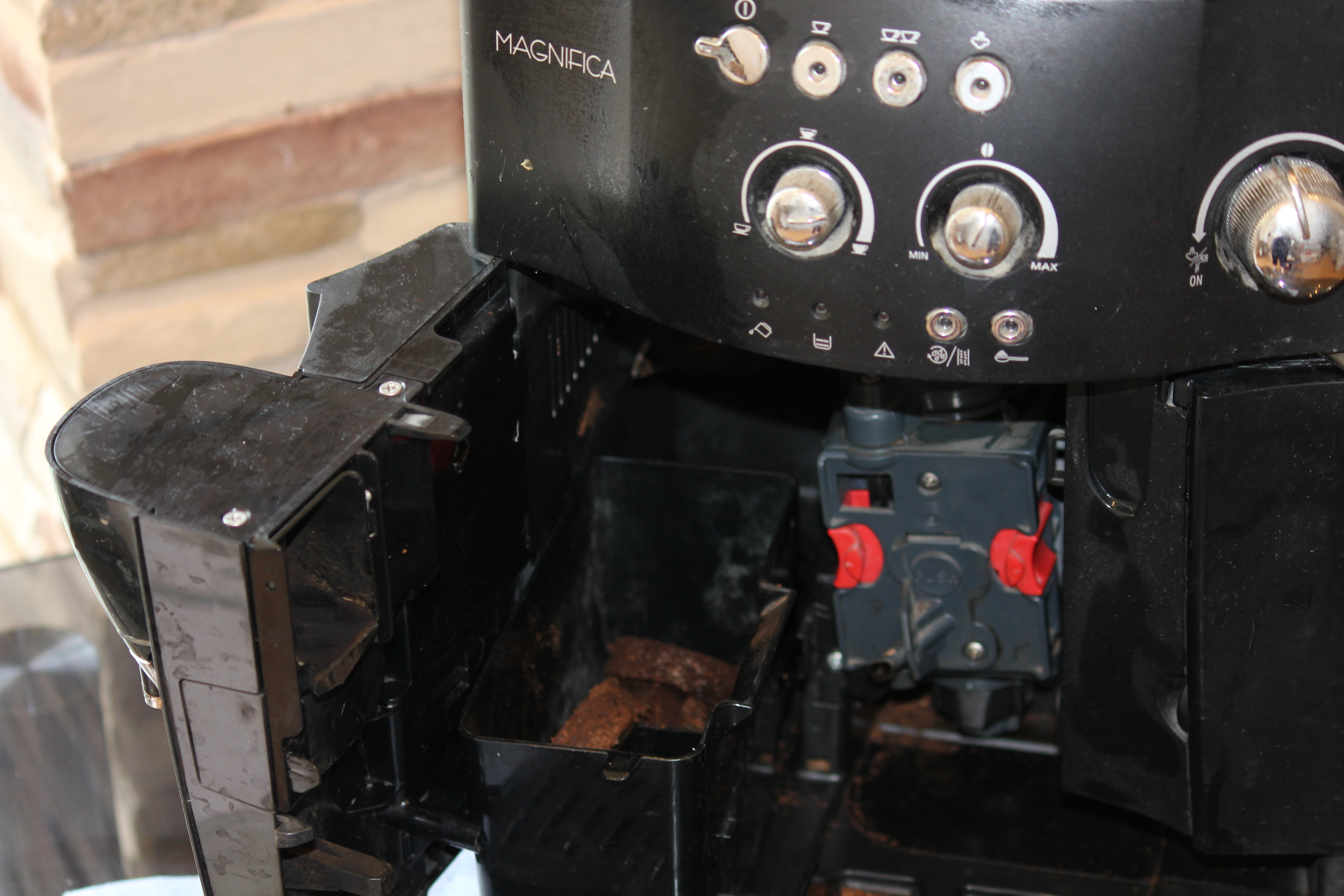
Ємність для збору використаної кави.

Кавова машина вимагає дбайливого ставлення. Час від часу її треба очищати від використаної кави-порошку. Апарат періодично (залежить від якості води), орієнтовно раз на три-чотири місяці, треба очищати від накипу. Для цього використовують спеціальний засіб від накипу або звичайний оцет.

## Суперавтомати
Кавові машини, окрім повної автоматизації процесу приготування кави, надають можливість приготування будь-якого кавового напою, який тільки ви побажаєте одним натисненням кнопки. Це капучино, ристретто, лунго, лате тощо.
Такі апарати коштують нині дуже дорого і купуються спеціальними закладами в основному для громадських місць.

## Кавова машина з доступом до інтернету
В 2012 році деякі виробники почали випуск кавових машин з можливістю доступу до мережі інтернет. Через інтернет машина автоматично зв'язується зі службою технічної підтримки в разі поломки і в разі закінчення запасу капсул з кавовим розчином.

## Кавова машина та кавоварка

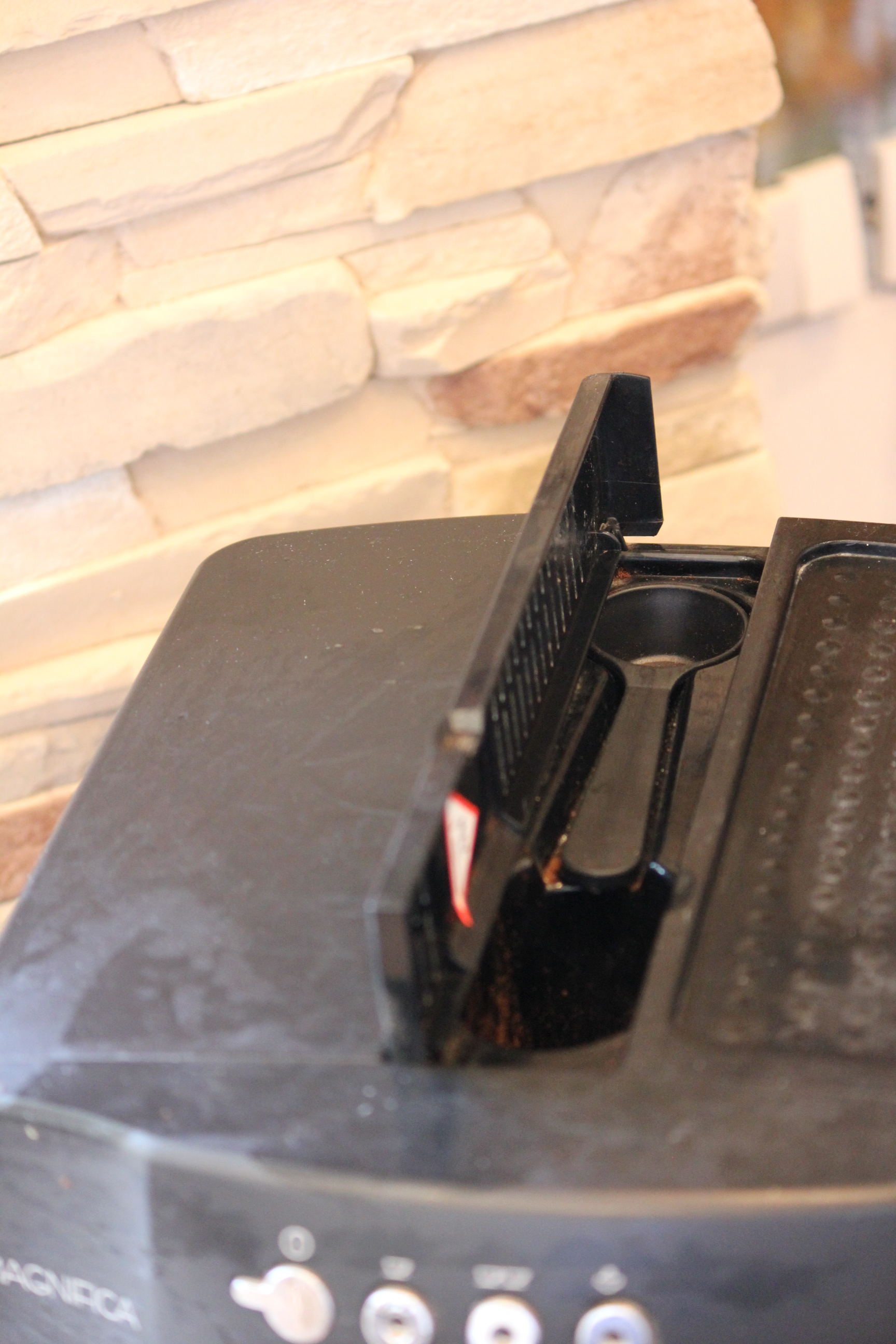
Секція для завантаження меленої кави.

Кавова машина та кавоварка це два різні побутові пристрої. У сучасній англійській мові є два поняття — «coffee machine» (кавова машина) і «coffee maker» (кавоварка). Кавоварка виконує функції лише варіння кави з готової меленої кави. Використовуючи кавоварку, необхідно надати мелену каву або упаковану каву (в капсулах), що вже змушує людину виконати певну частину роботи з розмелювання зерен, а при приготуванні необхідно контролювати процес. У процесі приготування від користувача потрібні деякі специфічні вміння і навички: треба буде засипати мелену каву у фільтр ріжка, правильним чином його утрамбувати, сформувавши кавову «таблетку», зрештою — видалити відпрацьовану кавову гущу і вичистити фільтр. Через такого роду маніпуляції ці пристрої формально відносять до кавоварок.
На відміну від кавоварки, кавова машина розмелює зерна і варить каву, як з меленої кави, так і із зерен кави всього лише після натискання кнопки.
Розмір кавової машини значно більше розміру кавоварки, оскільки кавова машина має більше функціональних вузлів, в тому числі і електронне управління.
При увімкненні кавова машина видає певний шум, налаштовуючи вузли до роботи і посилаючи сигнали користувачеві, що вона готова до роботи.
Більшість першокласних кав'ярень і престижних ресторанів обладнано саме такими, традиційними кавовими машинами.
Сучасні моделі стають більш компактними, більш безшумними, більш функціональними. Ціна кавової машини приблизно в чотири-шість разів вища за ціну кавоварки.

## Фірми-виробники
- Bosch
- De'Longhi
- Franke
- Jura
- Krups
- Nespresso
- Philips
- Saeco
- Siemens
- та інші